# 맨체스터 대학교
맨체스터대학교(The University of Manchester)는 영국 잉글랜드 맨체스터에 위치한 세계 최상위 명문 종합대학교이다. 1824년 영국왕 조지 4세가 수여한 왕립헌장에 따라 조지 4세와 왕립학회의 존 달튼 경에 의하여 산업혁명의 발상지 맨체스터에 설립되었다.

## 역사

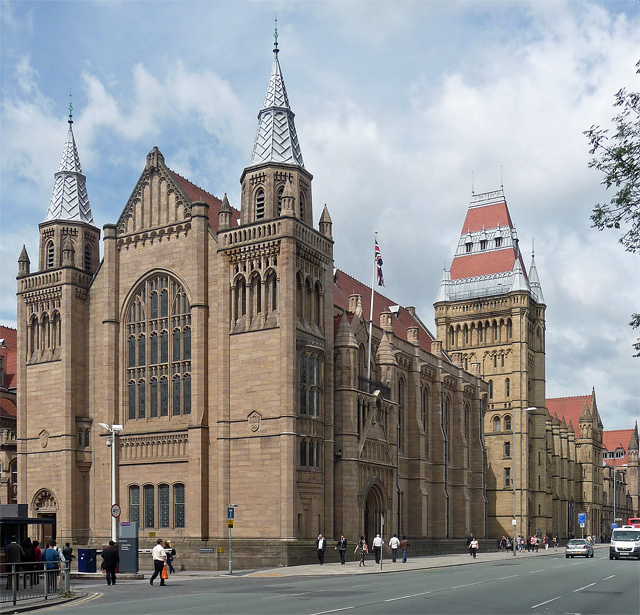
휘트워스 홀 (Whitworth Hall).

맨체스터대학교는 세계 최초로 산업 도시로 부상한 맨체스터에서 영국의 기초 과학원리를 교육하기 위해서 1824년 영국왕 조지 4세가 수여한 왕립헌장에 따라 맨체스터과학기술대학교(University of Manchester Institute of Science and Technology, UMIST)로 설립되었다. 맨체스터대학의 과학자와 연구자들은 전세계적인 산업혁명의 확산과 경제,문화 그리고 사회 등 인류역사의 다양한 학문적 발전에 지대한 영향을 미치며 맨체스터학파의 전통을 태동시켰다.  1851년 빅토리아여왕의 이름으로 설립된 맨체스터빅토리아대학교(Victoria University of Manchester)는 과학기술에 특화된 맨체스터과학기술대학교와 달리 종합 공립대학의 기능을 하였으며 왕실특허창을 받고 맨체스터과학기술대학교와 현재의 맨체스터대학교로 병합되어 영국에서 가장 큰 규모의 대학교가 되었다.

## 구성

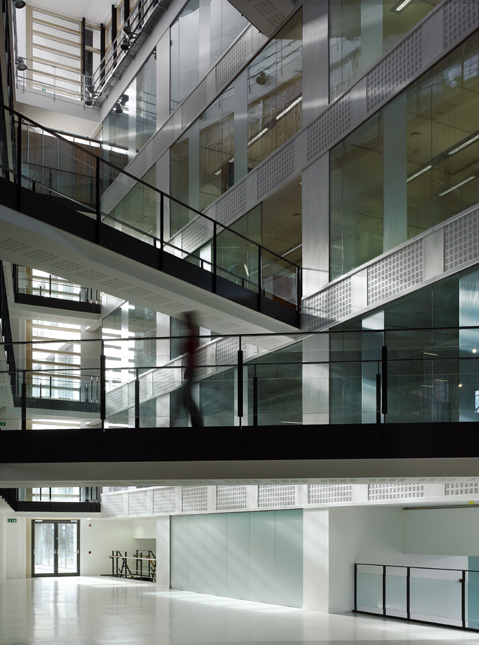
맨체스터대학 바이오테크놀로지관

맨체스터대학의 학부는 공학, 자연과학, 인문학, 생명과학, 의학 그리고 특화된 학문 등의 학부들로 구성되어 있으며 학부마다 다양한 전공이 개설되어 있으며 단과 대학으로는 1752년 설립된 맨체스터의학대학원(Manchester Medical School), 맨체스터법학대학원(Manchester School of Law) 그리고 1918년 설립된 맨체스터경영대학원(Manchester Business School, MBS) 은 영국 3대 경영대학원으로 불린다. 맨체스터대학교의 경영학 박사과정은 파이낸셜 타임즈 대학랭킹에서 하버드, 프린스턴을 제치고 1위에 올랐으며 세부 경영학 전공에서도 최상위권 1~20권내에 고루 포진하고 있다.

## 업적
이 대학은 자연과학과 사회과학 분야에 많은 업적을 남겼는데, 그중에서도 원자의 핵을 분열시켜 원자력을 이용하는 실험을 세계 최초로 실시하였고, 1948년 기억과 재생이 가능한 현대적 개념의 컴퓨터(The Baby)를 세계 최초로 만들어 주목을 받았다. 또한 사회과학 분야에서는 일찍이 자유무역을 주장한 맨체스터학파의 전통이 살아 있으며, 경제학에 이른바 한계혁명을 가져온 한계학파의 제본스(W.S.Jevons:1835∼1882)가 자신의 학설을 펼치던 곳도 바로 이 대학이었다. 그를 기념하여 사회과학·법학부 휴게실은 '제본스 바'라고 불린다.

## 논란

### 한국인 재학생 불법 촬영 사건
2019년, 맨체스터대학교에 재학 중이던 한국인 유학생 A씨가 20명 이상의 여성을 불법 촬영한 혐의를 받고 현지 법원에서 유죄를 선고받았다. 법정은 22건의 관음 혐의와 2건의 관음 미수 혐의를 인정했다. 신입생 환영회나 강의실 이동 중 촬영이 이뤄졌으며 피해자들은 정신적 고통을 호소했다고 보도되었다. 또한 SBS는 맨체스터 지역 언론인 맨체스터 이브닝 뉴스와 데일리 메일, 메트로, 더 선 등 현지 타블로이드 언론에 얼굴 사진과 실명이 공개되었다는 소식을 전했다. 해당 유학생은 대학교 샤워실에서 녹화중이던 카메라를 발견한 여학생의 신고로 덜미가 잡혔다. 이로 인해 가해 학생의 신상은 5년 동안 영국의 성범죄자 목록에 등재된다. 또한 봉사활동 36개월, 성범죄 재범방지 프로그램 220시간 이수가 명령되었다.

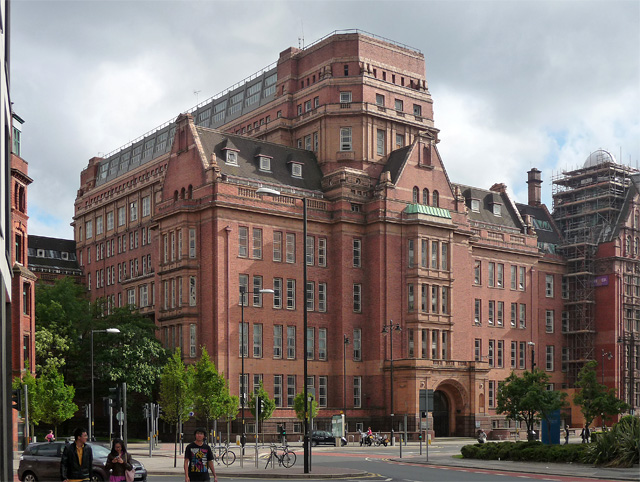
맨체스터대학 사크빌 빌딩 (구 맨체스터 과학기술 대학 (UMIST) 사크빌 빌딩)

## 노벨상 수상자
총 25명의 노벨상 수상자를 배출한 맨체스터대학교는 영국내에서 케임브리지대학교와 옥스퍼드대학교에 이어 3번째로 많은 노벨상 수상자를 배출한 대학교이다. 맨체스터과학기술대학교(UMIST)와 맨체스터빅토리아대학교가 통합되기 전 두 대학 출신의 교원과 학생 가운데 23명의 노벨상 수상자를 배출했으며, 통합 후 맨체스터대학교에서는 2명의 노벨상 수상자를 배출했다.

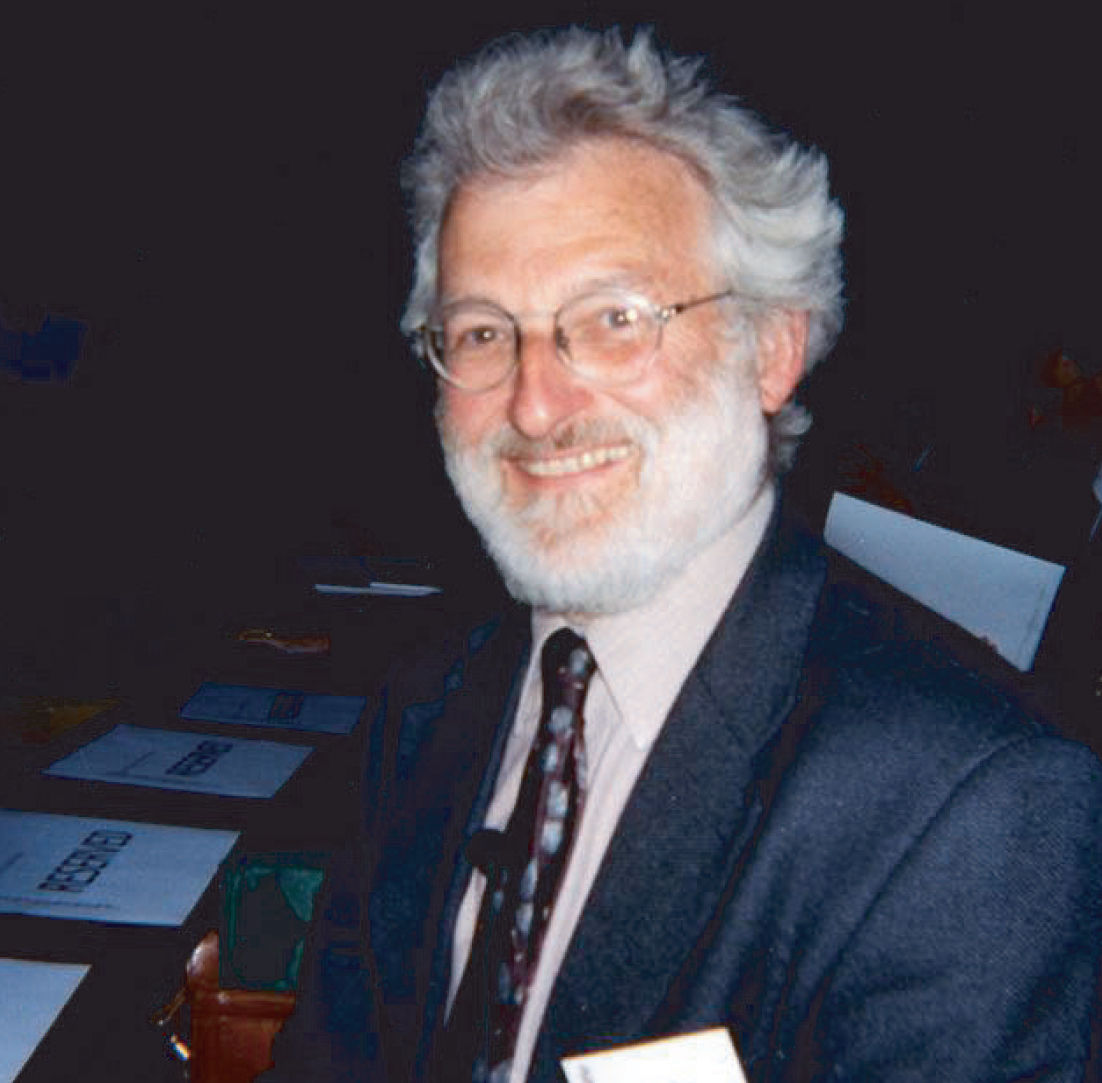
존 설스턴(2002년 노벨상 수상자)

## 부설시설
부설시설로 조드럴뱅크 천문대, 맨체스터 박물관, 위트워스 아트 갤러리, 맨체스터대학교 출판사, 콘택트 극장, 올드 콰드랭글 등이 있다.

### 도서관
존 라이랜즈 도서관(John Rylands Library)은 1900년 1월 개장한 사립 도서관이며 영국 맨체스터대학교(The University of Manchester)에서 1972년 7월 인수하여 대학교 도서관중 특별 소장 도서관으로 운영중이다. 이 도서관은 빅토리아 고딕양식의 건물로 바실 챔프니(Basil Champneys)가 설계하였다. 이 도서관은 영국 건축학회(Royal Institute of British Architects)에서 1912년 왕립 금메달을 수상하였으며 1994년에 영국 1급 건축물(Grade 1 listed status)로 지정되었으며 영국의 3대 도서관에 꼽힌다. 또한 가장 오래된 신약 사본으로 알려진 요한복음 18장 그리고 최후의 만찬의 파피루스(The Papyrus)도 이 도서관에 소장되어 있다.

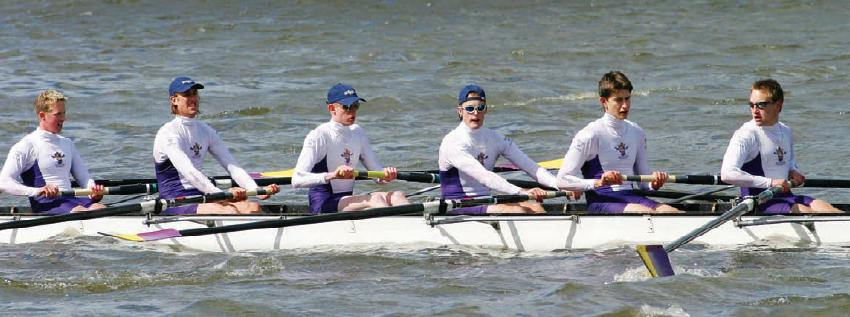
맨체스터대학교 보트클럽(University of Manchester Boat Club)

### 천문대
조드럴 뱅크 천문대(Jodrell Bank Observatory)는 영국 잉글랜드 맨체스터 남쪽 32km 지점의 조드럴뱅크에 위치한 완벽한 조정이 가능한 세계에서 가장 큰 구경 76.2m의 전파망원경이 있는 맨체스터대학교의 천문대이다.

## 평가
영국의 세계대학 평가기관 QS(Quacquarelli Symonds)의 2016/2017/2018 세계대학 종합평가 순위에서 29위.
2013 U.S. News & World Report의 세계대학 평가순위(US News & World Reports - World's Best Universities)에서 32위.
ARWU(Academic Ranking of World Universities)의 2016 세계대학 종합평가순위에서 35위에 랭크되었다.
맨체스터대학교는 1994년 런던 러셀 스퀘어(Russell Square)에 위치한 호텔 러셀(Hotel Russell)에서 17개 영국 최상위 대학을 최초 맴버로 결성된 '러셀 그룹(Russell Group)'의 17개 대학 중 한 곳이며 러셀 그룹 대학은 영국 정부에서 가장 많은 연구비를 지원 받는 대학들의 연합으로서 현재 24개 대학으로 연합 수가 증가함. 영국 내 총 150 여 개의 종합 대학교 중 단 24개에 불과한 그룹이지만 영국 내 총 연구 기금과 계약 자금의 2/3를 차지하고 있으며, 러셀 그룹 소속의 24개 대학교 가운데 18개 대학이 영국 연구 기금 순위 상위 20위 안에 포함된다. 러셀 그룹은 미국의 아이비 리그 대학과 비교되며 대학원을 비롯한 연구소, 연구기관 등 세계적인 리서치하우스로 명성이 높다.
맨체스터대학교는 산업과 경제학에 대한 학문적 발전에 기여 하였으며 케임브리지학파, 오스트리아학파, 로잔학파, 시카고학파와 경쟁하는 맨체스터학파의 유산을 태동시켰다. 25명의 노벨상 수상자가 이 대학을 나왔으며, 각종 세계 대학 순위에도 상위권으로 이름을 올리고 있어서 국제적으로 명성이 높은 세계적인 대학이다.
맨체스터대학교의 모체인 맨체스터과학기술원(University of Manchester Institute of Science and Technology, UMIST)은 최초의 과학기술원으로 설립되었으며 산업혁명시기 공학연구의 중추적 역할을 수행했다. 이는 이후 미국 메사추세츠공과대학원(MIT) 설립에 영향을 주었다.
맨체스터경영대학원(Alliance Manchester Business School, AMBS)의 경우 케임브리지와 옥스포드보다도 먼저 설립된 영국 최초의 경영대학원으로 공과대학 및 다양한 사회과학분야와의 다학제적 연구에 특화되어 기술경영, 기술정책, 산학협력과 같은 연구들의 명성이 높다. 영국 맨체스터 경영대학원은 미국 스탠포드 경영대학원, 영국 서섹스대 과학기술정책연구소(SPRU)와 함께 기술경영분야에서 최고의 권위를 인정받는 연구기관으로 꼽힌다.
2015년 Emerging이 발표한 취업성 순위에서 CEO와 회장들이 모집한 상위권 대학을 선정해 달라는 요청에 맨체스터는 세계 24위, 영국내 5위에 올랐다. 타임즈 고등교육(Times Higher Education, THE)의 2021년 세계대학 영향력 순위(Impact Rankings)에서 세계 1위에 올랐다.

## 대학 캠퍼스

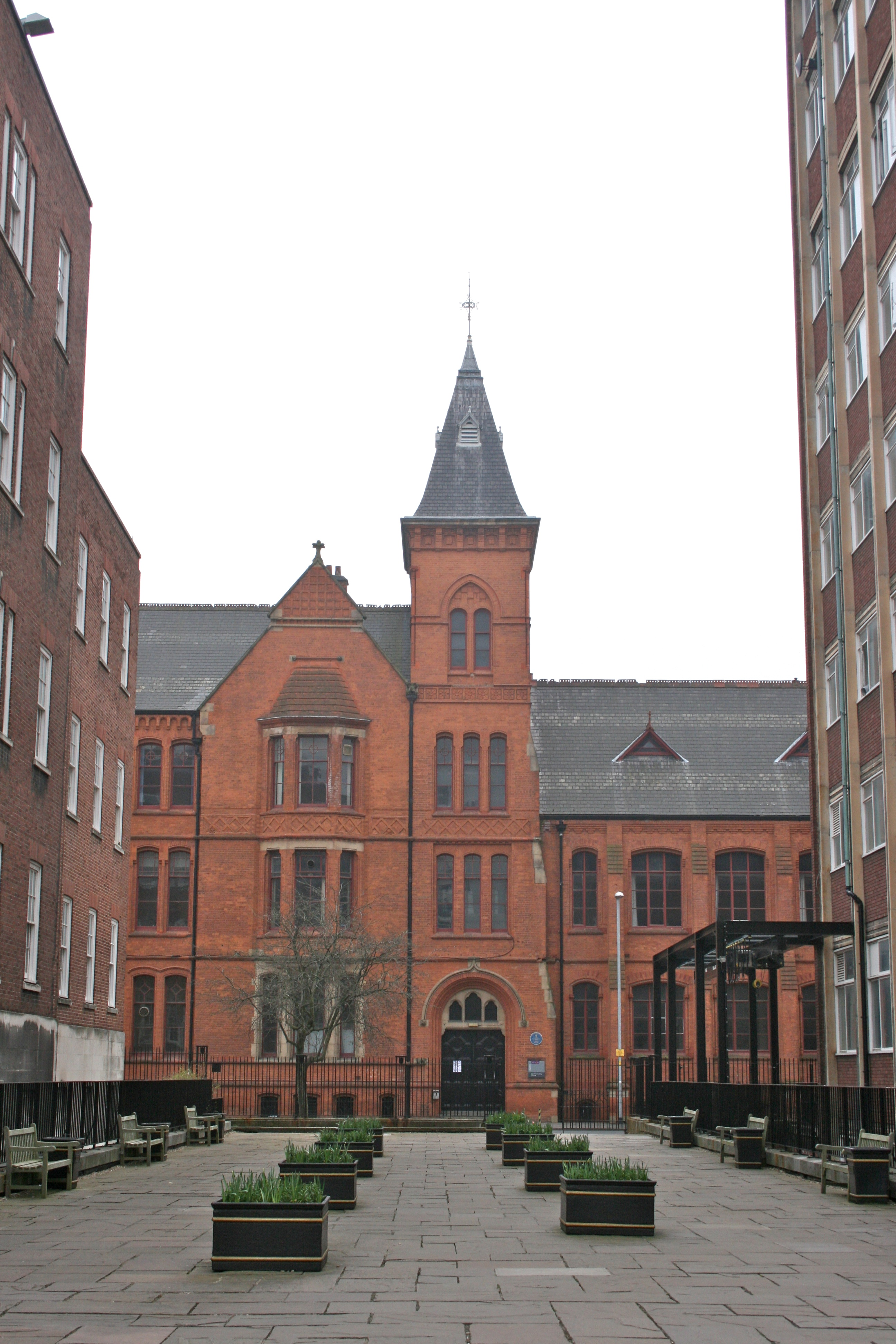
도버 하우스 (Dover House)
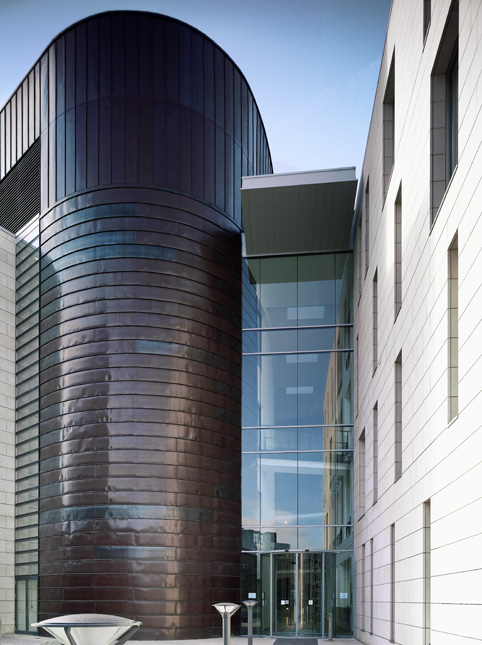
바이오테크놀로지 대학건물 (Manchester Institute of Biotechnology)
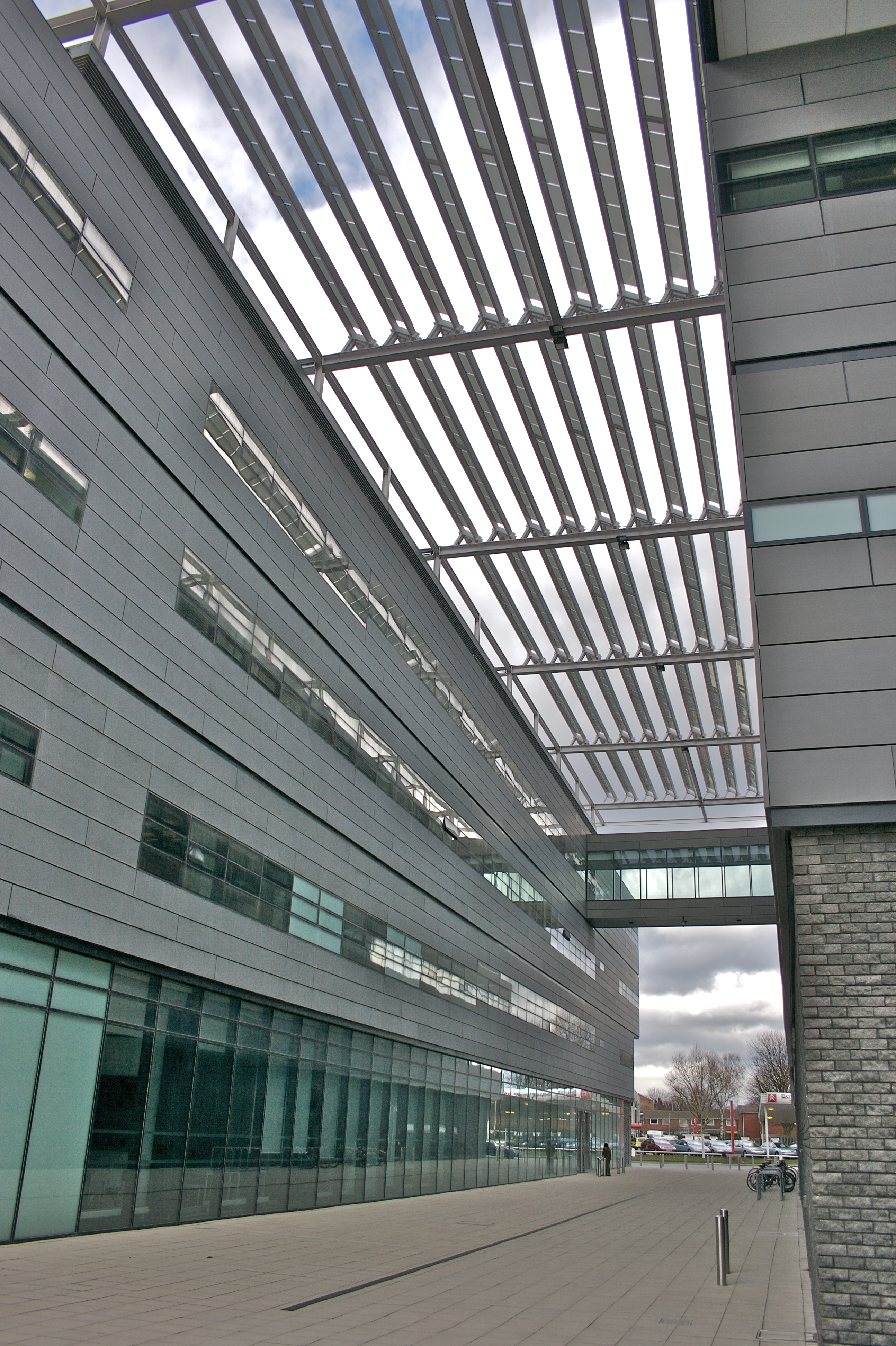
앨런 튜링 빌딩 (Alan Turing Building)
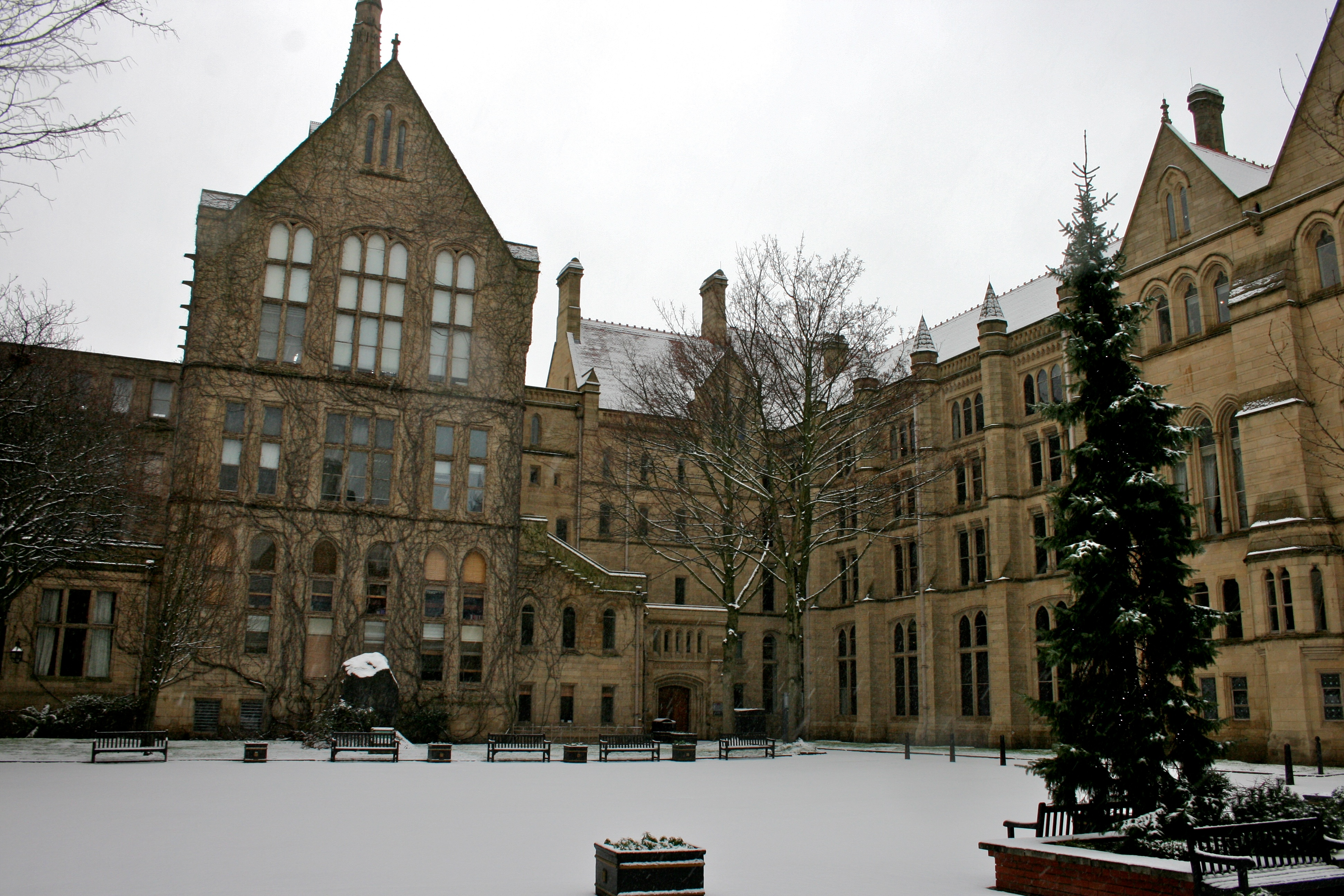
올드 콰드랭글 가든 (Old Quadrangle Garden)
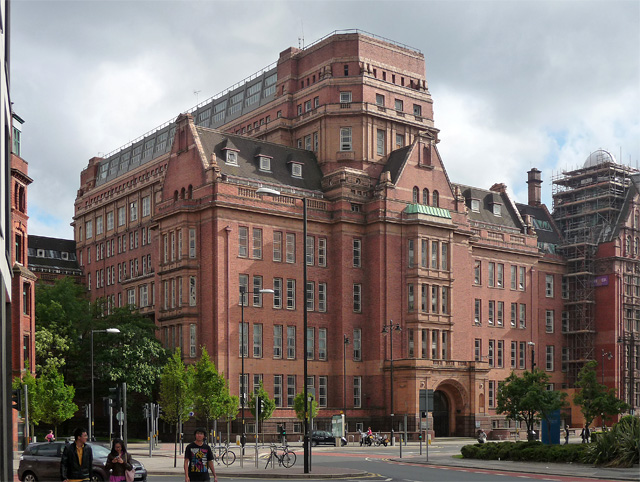
삭빌 건물 (Sackville Building)
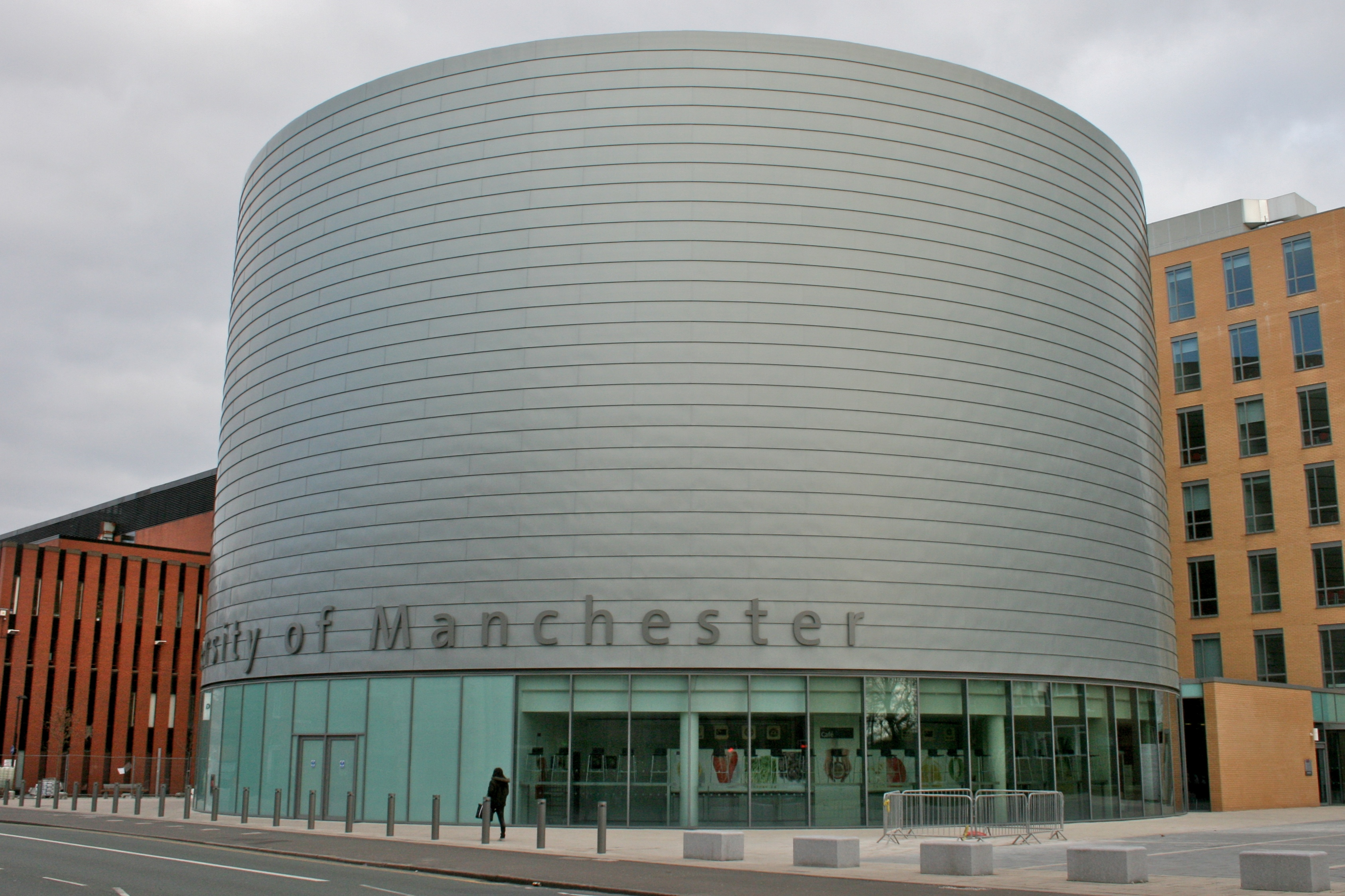
유니버시티 플레이스 (University Place)
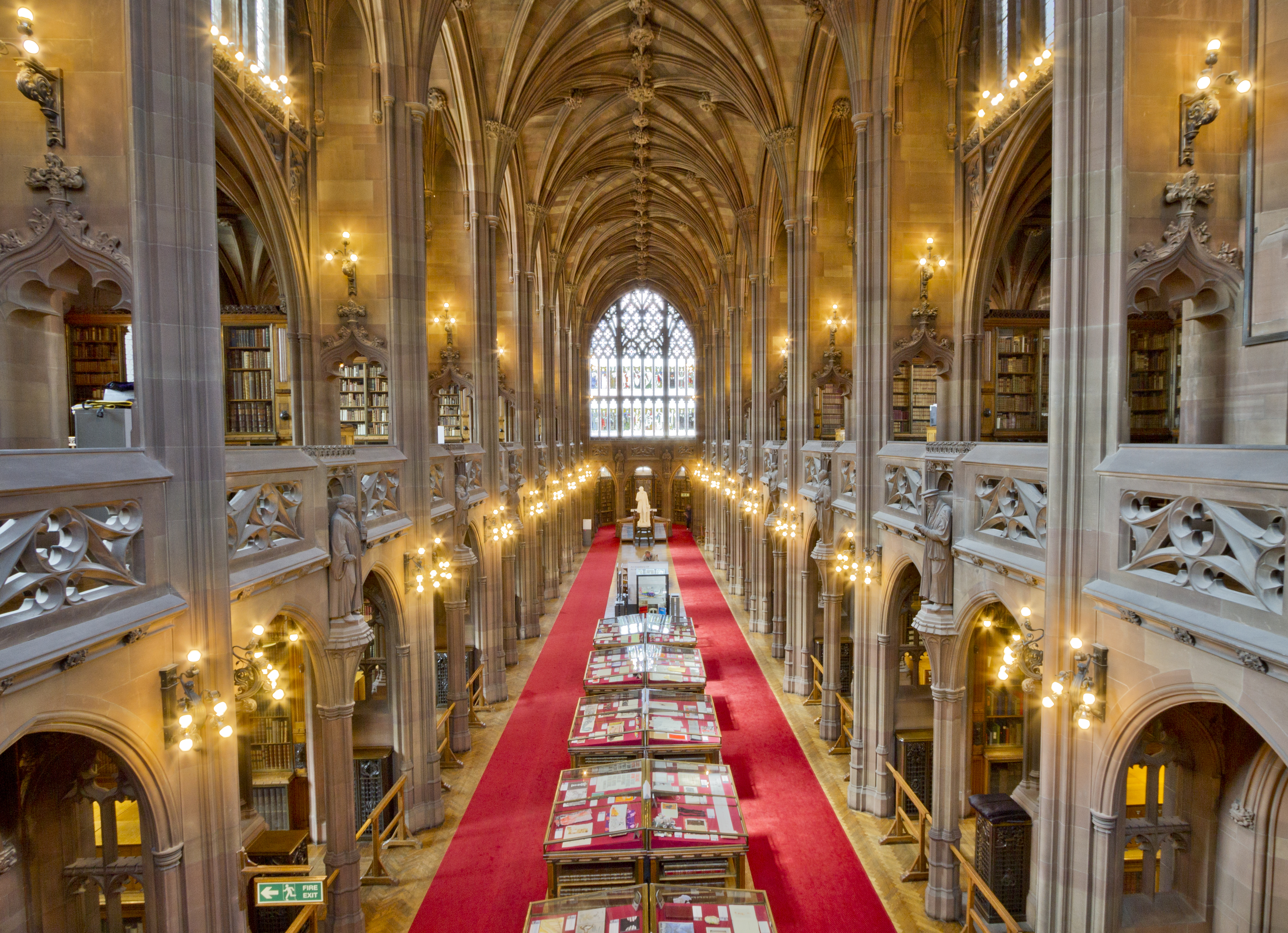
존 라이랜즈 도서관 (The John Rylands Library)
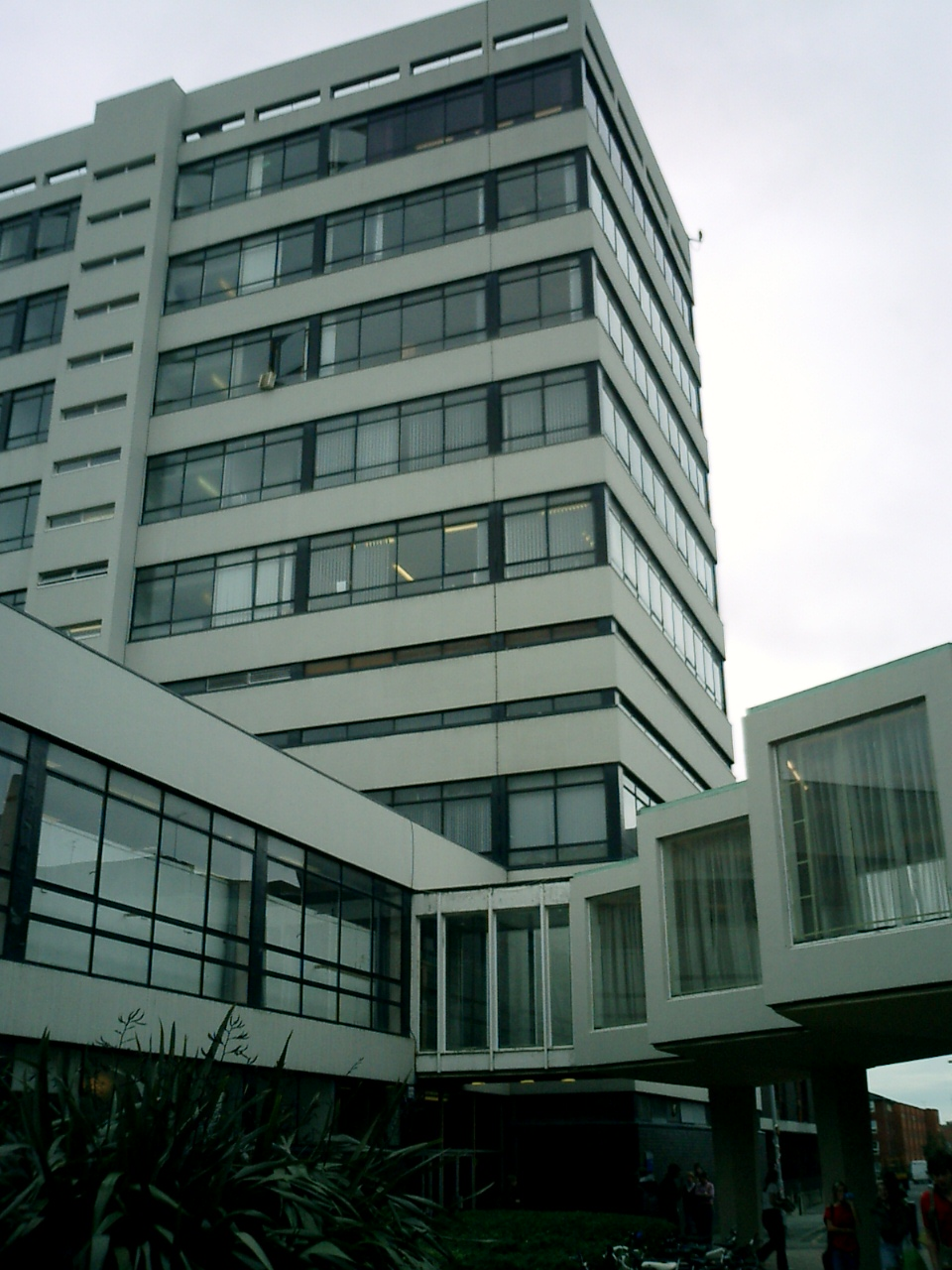
건축대학 건물 (Manchester School of Architecture)
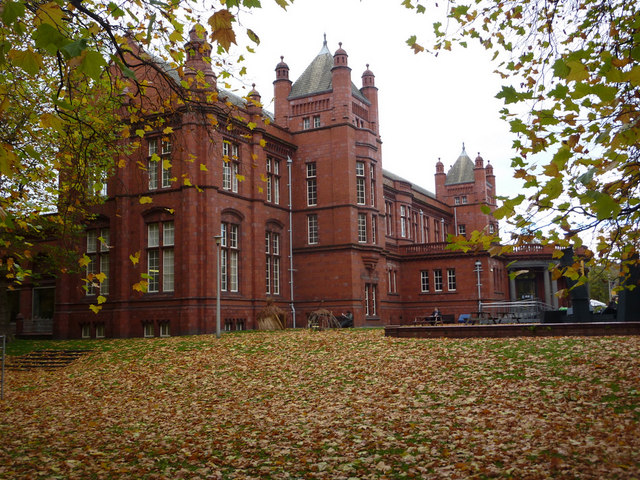
위트워스 아트 갤러리 (Whitworth Art Gallery)
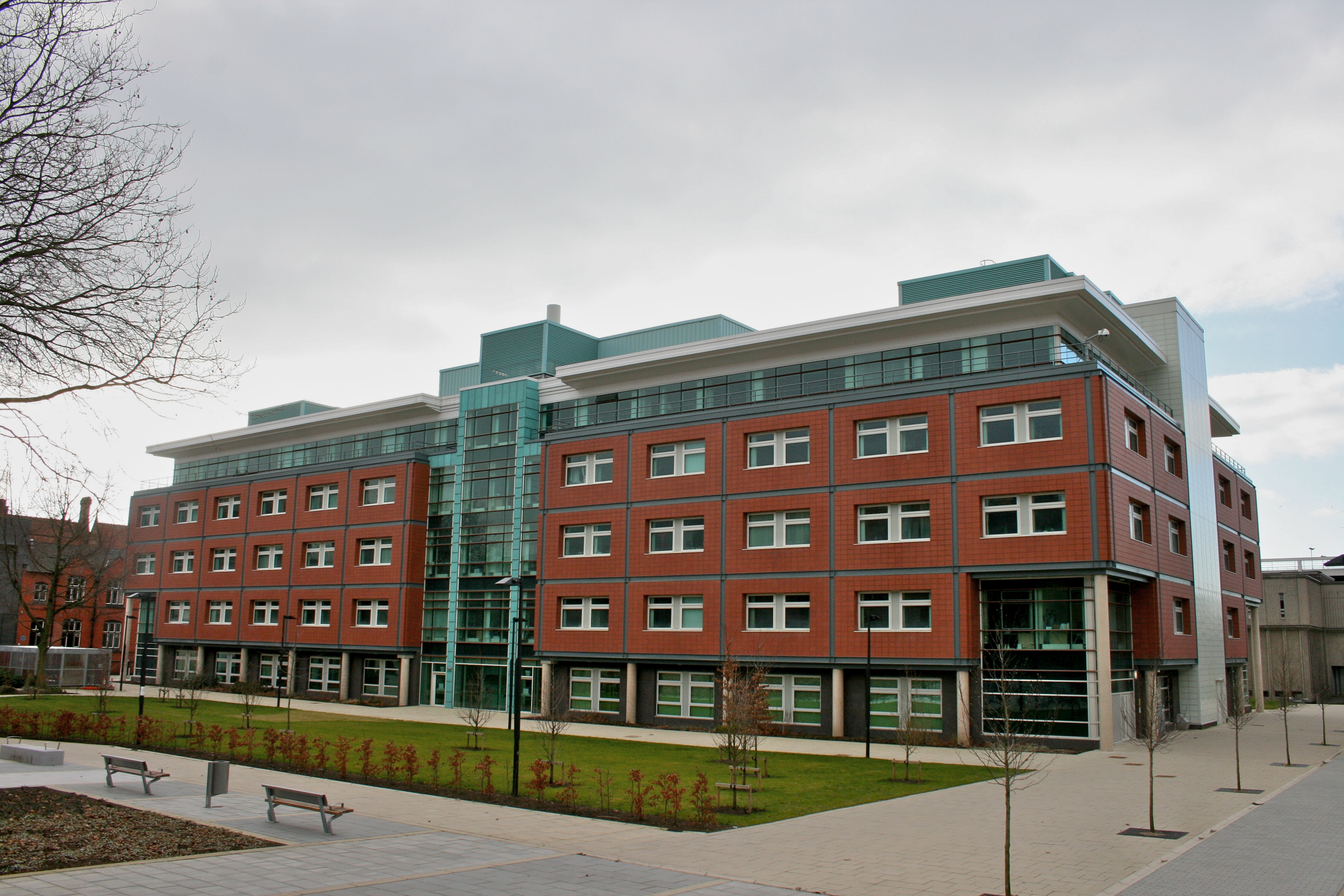
아처루이스 (Arthur Lewis Building)
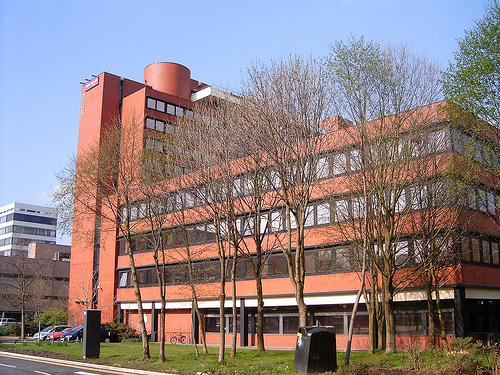
맨체스터 경영대학원 건물 (Manchester Business School)
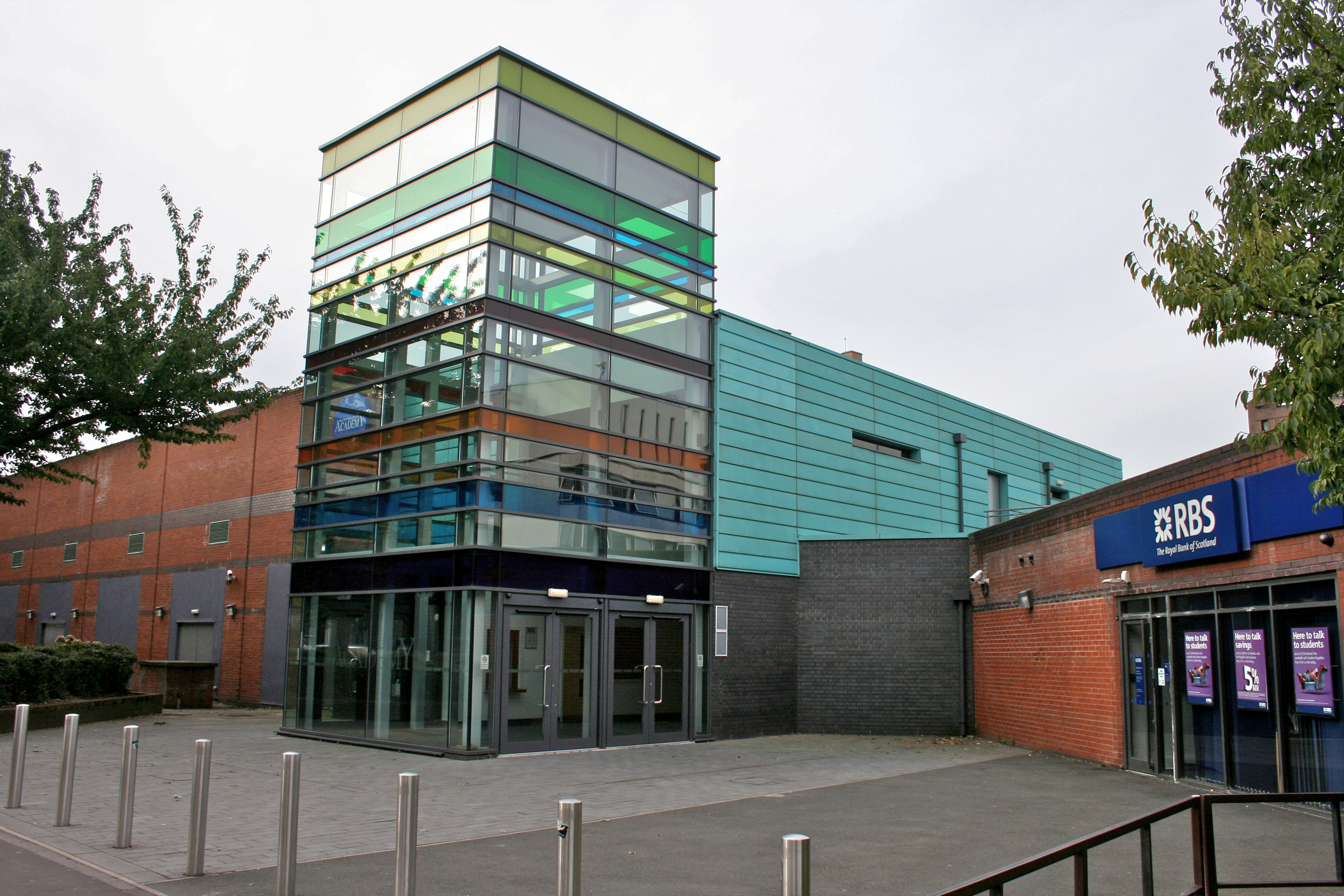
맨체스터 아카데미빌딩 (Manchester Academy)
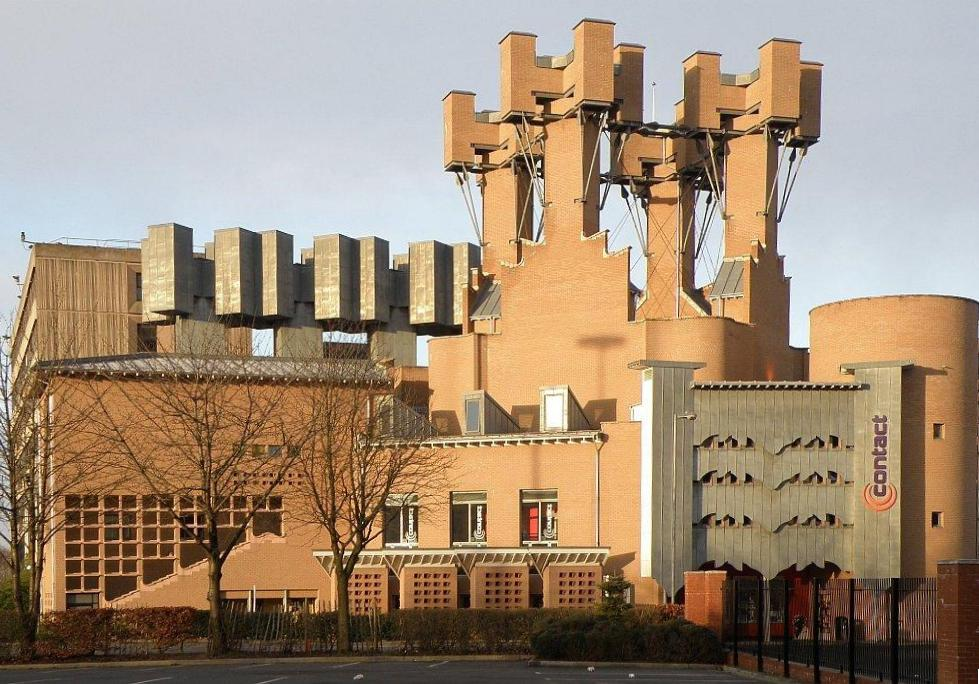
컨택트 극장 (Contact Theatre)
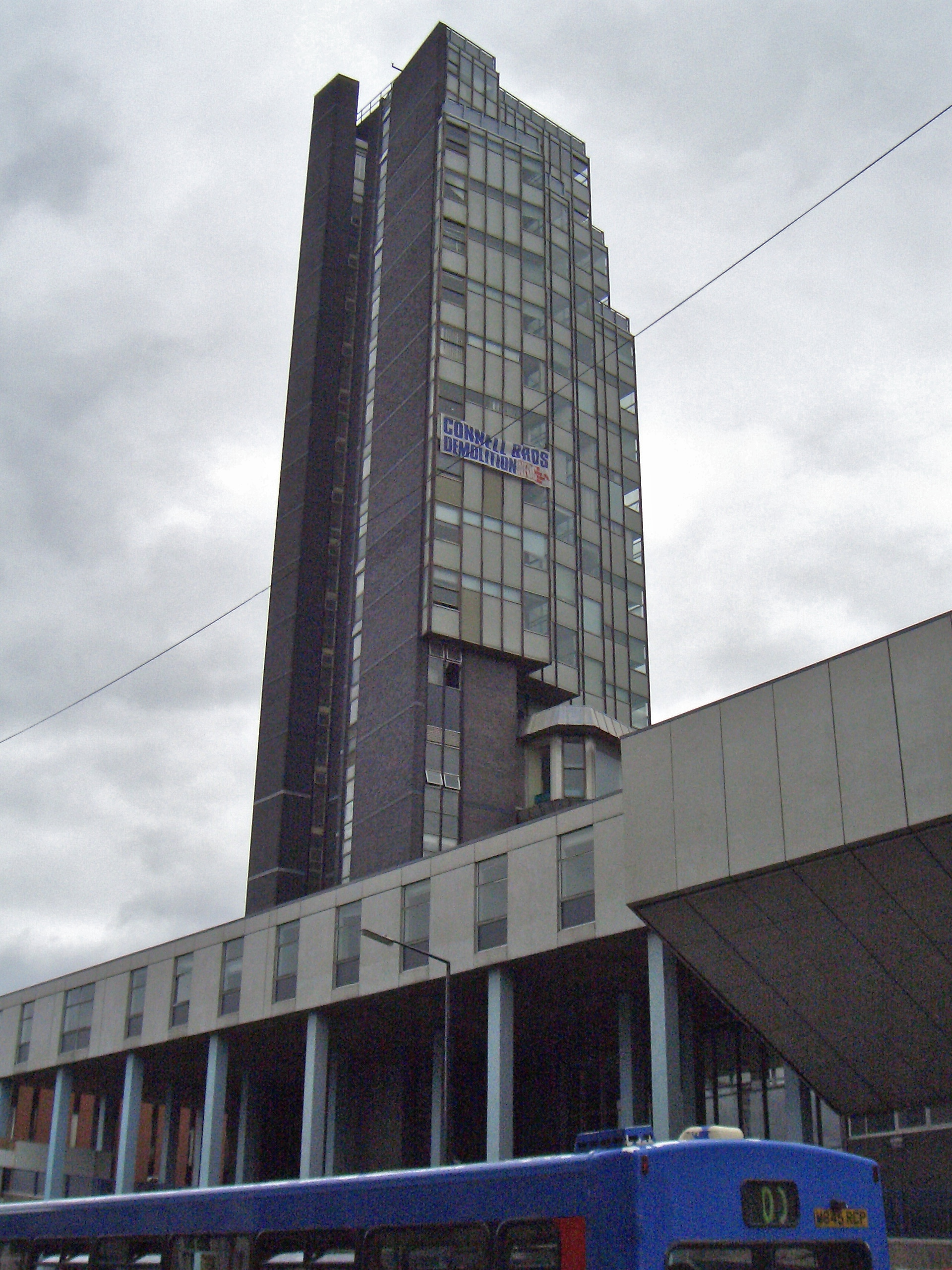
매스타워 (Maths Tower)